# キャリッジ

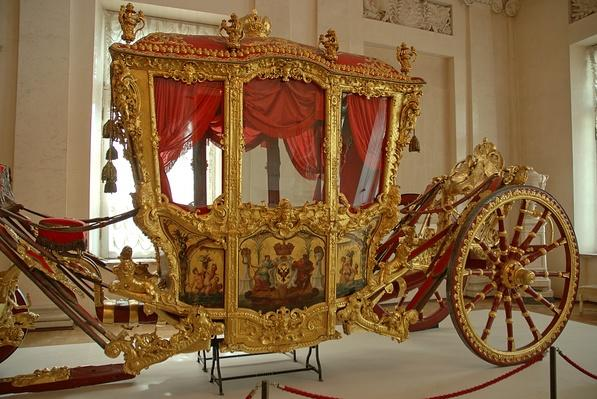
エカチェリーナ2世が戴冠式で使用した美しく弧を描く金で彩られたコーチ(エルミタージュ美術館)

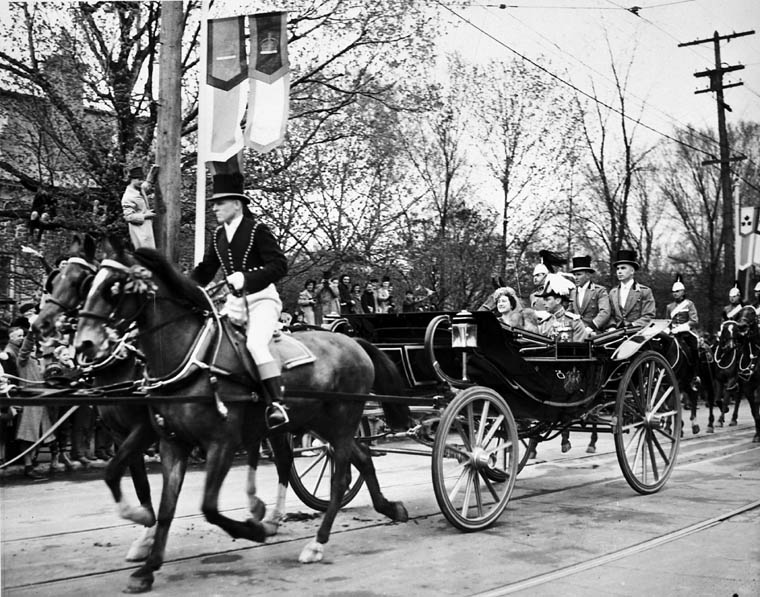
従者(footmen)と乗馬従者(postillion, outrider)を伴いランドーに乗るジョージ6世とエリザベス王妃：1939年カナダ

キャリッジ (carriage [ˈkærɪdʒ]) とは、古フランス語のcariageに由来する言葉で、最も広義には輸送機械・砲架・運搬機械全般を意味するが、現代英語での通常の用法では、個人用途で人を運ぶための4輪車両（主に馬車）を指す。

## 概要
キャリッジは広義では人を運ぶための馬車全般を指す。同様の広義をもつ馬車にコーチがあるが、コーチは乗合馬車や郵便馬車など、比較的長距離の旅に用いられた。また、キャリッジは19世紀には裕福な階級の所有する高級な馬車を指した。それは単に高級なだけではなく社会的な威厳を持っていた。馬車には紋章付きのキャリッジを頂点とした細かな序列が存在し、道を譲る優先権など交通ルールにも反映されていた。

### キャリッジに含まれない馬車
同じく馬などで牽引される車両でも、サスペンション（ばね、スプリング）を装備しないものは、英国または英語での呼び方でワゴン(wagon)と呼ばれ「キャリッジ」には含まれない。
キャリッジは人を運び、ワゴンは荷物を運ぶものとされていたが、社会的地位の低い人々が乗用する場合はこの認識の例外とされた。また、富裕層の持ち物であってもポニーに牽かせた2輪馬車や、形は同じであっても私有物ではない乗合馬車はキャリッジとは呼ばれなかった。
米国のバックボード(buckboard)やコネストーガ幌馬車(Conestoga wagon)やプレーリースクーナー(prairie schooner)と呼ばれる車両もキャリッジには含まれない。ワゴンをベースとした遊戯用車両で「ワゴネット」があり、これは車両全体に座席が設けられていた。

### 馬車以外のキャリッジ
「カー(car)」という用語は「車輪のついた乗り物」という意味で、ノルマン朝フランスから14世紀に英国に渡ってきた用語である「car」が「automobile(自動車)」を指すようになったのは1896年からである。carはcarriageと同語源ではあるが、carriageの略ではなくcartに相当する古語にさかのぼる。
ブリテン諸島やコモンウェルス・オブ・ネイションズ(英国連邦)では、鉄道の客車を「レールウェイキャリッジ」という。コーチ (coach)、レールロードカー (railroad car)ともいう。
乳幼児を載せる車輪のついた乗り物乳母車は、米国では「ベビーキャリッジ」とよばれ、また北米以外の英語ではperambulatorプランビュレーター(略pramプラム、)と呼ばれる。
ニューイングランド地方のある地域では、キャリッジとはショッピングキャリッジの略でショッピングカートを意味する。

## 歴史

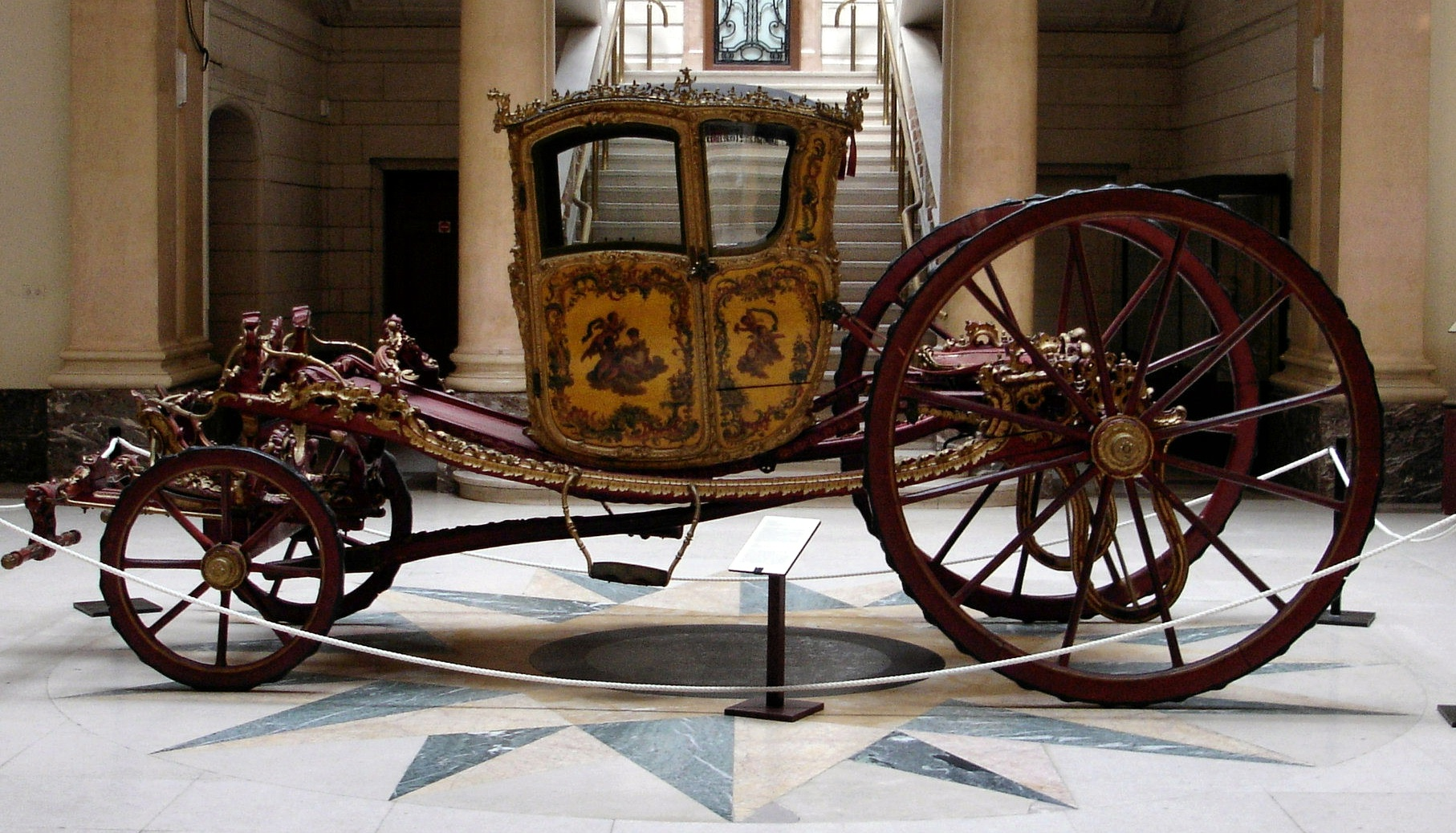
17世紀のクーペ・ド・ガラ(Coupé de Gala)：ベルギー、ブリュッセルの王立美術歴史博物館

ケルトの墓に見られるホースカート(horsecart)は、プラットフォームとフレームのつなぎはすでに弾力を持つように吊り下げられて(サスペンション)いた。紀元前1世紀ローマ人はばねのついたワゴンで陸路を移動した。古代市民社会の衰退によりこれらの技術もほとんど消えた。
中世の時代、馬にのって旅行する者は、老人や体の不自由な歩くことのできない者を手伝った。ばねのないカートで整地されていない道をいくことは簡単ではなかった。16世紀になると上流階級では客室が閉じたキャリッジがより広く使われるようになった。1601年からわずかの間だが、英国では、軟弱だという理由により、男がキャリッジに乗ることを禁止する法令が施行されていたこともあった。17世紀になるとよりばねの効いた乗り心地のいい車両が開発された。
18世紀中ごろになるとより車両重量は一層軽量化され、また装飾が施され優雅な名前がつけられた車両が競い合うように開発された。馬車メーカー(コーチビルダー)ではウッドカービング、グライダー、ペインター、ラッカーワーカー、グレイザー、アップホルスタラーといった職工が働き、冠婚葬祭等の家庭用途としてステータスあるコーチや、軽量で見栄えがよく快速で快適な乗ってよし飾ってよしの車両なども製造していた。
19世紀にはキャリッジはステータス・シンボルとなり、富裕層が社会的体面を保つためにはキャリッジを持つことは絶対に必要とされた。ナポレオン戦争時代、ピット首相はキャリッジに税金をかけたが、それは富裕層に課す一種の所得税だった。

## 馬が引いたキャリッジの種類

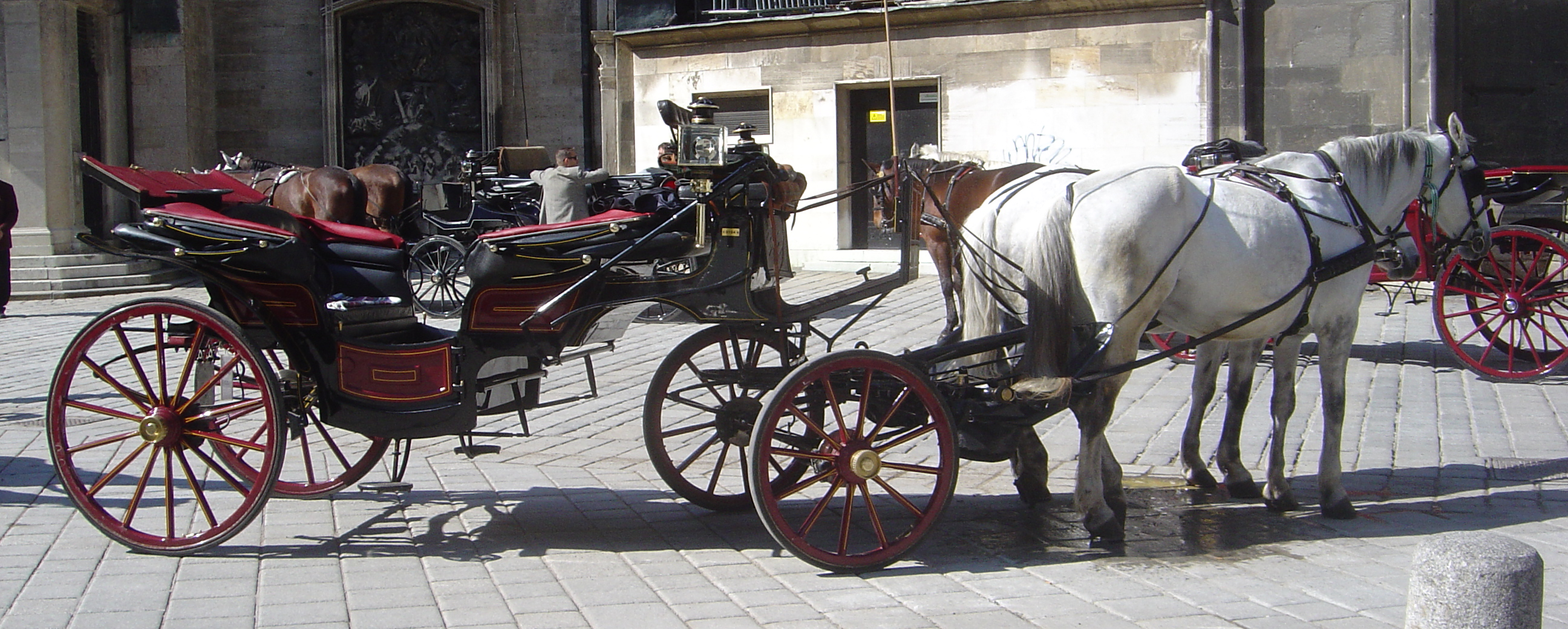
ウィーンでのレンタル馬車。ランドーの一種、フィアクール(仏fiacre)。観光客を載せて旧市街を巡る。

キャリッジを選ぶということは単に実用的で性能面からのものだけではなく、ステータスをあらわすものであり、そこには流行が反映されていた。
牽引する馬の数や車輪の数、乗員数などで細分化された、多くの種類のキャリッジが存在する。アーサー・イングラム著『全色刷：馬で引く車両Horse Drawn Vehicles（1760年以降）』では325種がリストされ、それぞれに短い解説がなされている。
下記のリストはほぼ同様の定義を持つコーチと一部は重なっている。
- Americaine アメリケーヌ
- Barouche : バルーシュ(バローシュ)
- Berlin: ベルリン(ベルリーヌ)
- Brake: ブレーク
- Brett: ブレット
- Britzka: ブリスカ
- Brougham: ブルーアム
- Buggy: バギー
- Cab: キャブ
- Cabriolet: カブリオレ
- Cabriolet milord: キャブリオレ・ミロール
- Calash: カラシュ(カレーシュ)
- Cape cart
- Carrosse カロッス
- Cariole: キャリオール
- Carryall キャリーオール
- Chaise: チェイス
- Chariot: チャリオット(シャリオ)
- Charrette anglaise: シャレット・アングレーズ
- Chariot branlant/Char branlant: シャリオ・ブランラン (シャールブランラン)
- Clarence: クラレンス
- Coach: コーチ
- Coche: コッシュ
- Coupé: クーペ
- Coupé de Gala: クーペ・ド・ガラ
- Croydon
- Curricle
- Diligence: ディリジャンス
- Dog cart: ドッグカート (ドッグ・カール)
- Dos-à-dos: ドサド
- Duc: デュック
- ドルムーズ
- Drag: ドラッグ
- Dray: ドライ
- Droshky: ドロスキー
- Equipage: エカペッジ
- Fardier: ファルディエ
- Fiacre: フィアクール
- Fly: フライ
- Gharry
- Gig: ギグ
- Gladstone carriage
- Hackney carriage: ハックニーキャリッジ
- Hansom cab: ハンサムキャブ
- Herdic
- Jaunting car
- Kid hack
- Landau: ランドー
- Limousine: リムジン
- Mail coach: メールコーチ
- Malle-poste: マルポスト
- シェーズ・ド・ポスト
- Meadowbrook
- Milord: ミロール
- One-horse carriage: 一頭立てキャリッジ
- Park Drag: パーク・ドラッグ
- Petit Duc: プチ・デュック
- Phaeton: フェートン ファエトン
  - メールファエトン　4人用ファエトン
- Post chaise: ポストチェイス
- Randem: ランデム
- Ratha
- Road Coach: ロードコーチ
- Rig: リグ
- Rockaway: ロッカウェイ
- Spider phaeton: スパイダーフェートン
- Stagecoach: ステージコーチ
- Stanhope: スタンホープ(スタノープ)
- Sulky
- Surrey: サリー
- タピシェール
- Tarantass (Tarantas)
- Telega
- Tilbury: ティルベリー(チルベリー)
- Trap: トラップ
- Victoria: ビクトリア
- Village cart: ビレッジカート
- Vis-à-vis: ビザビ
- Voiturette: ボワチュレット
- Whim
- Whiskey
- Wurst: ヴュルスト